# Lecanora sarcopidoides
Lecanora sarcopidoides är en lavart som först beskrevs av A. Massal., och fick sitt nu gällande namn av A. L. Sm. Lecanora sarcopidoides ingår i släktet Lecanora och familjen Lecanoraceae.  Arten är reproducerande i Sverige. Inga underarter finns listade i Catalogue of Life.